# Dream Baby Dream
Dream Baby Dream è un brano musicale dei Suicide pubblicato per la prima volta nel 1979, ma scritto dal gruppo due anni prima in una versione leggermente diversa. Tra i brani più noti e caratterizzanti del gruppo, appare nel titolo della loro biografia scritta da Kris Needs. Il brano ha ottenuto un rinnovato interesse nel secondo decennio degli anni duemila, con una cover di Neneh Cherry e The Thing nel loro album The Cherry Thing del 2011, e una cover di Bruce Springsteen in High Hopes del 2014. Springsteen aveva eseguito il brano dal vivo anche in precedenza.
È stato inserito nelle colonne sonore di American Honey, Civil War (titoli di coda) e del documentario HyperNormalisation, realizzato da Adam Curtis per la BBC nel 2016..